# Лала-биса
Лала-биса (Biza-Lala, Lala-Bisa) — один из языков банту, на котором говорят народ лала на юго-западе Замбии и народ биса на востоке вдоль реки Луангва в Восточной, Северной и Центральной провинциях Замбии, а также на краю юго-восточной части провинции Катанга в Демократической Республике Конго. У лала-биса также есть несколько диалектов: амбо (бамбо, камбонсенга), биса (бииса, виза, виса, ичибиса), вулима, лала (ичилала), луано и свака.